# Košíkov (hrad)
Košíkov (Štymperk) je zřícenina hradu v okrese Brno-venkov asi 2 km jihovýchodně od obce Drahonín nad soutokem Loučky s Hadůvkou. Jeho zbytky jsou chráněny jako kulturní památka České republiky.

## Historie
V roce 1360 se nedaleké obce Drahonín a Nevěřín odtrhli od hradu Loučky. Někdy po tomto roce vznikl hrad Košíkov. Archeologické nálezy datovaly počátek osídlení do první poloviny 15. století. V letech 1429–1430 je jako majitel uváděn Mikuláš Člupek, jenž byl ve službách Pernštejnů. Hrad následně koupili Vojnové z Litavy, ovšem ještě v roce 1437 se o něj soudili s Janem II. z Pernštejna. Roku 1482 je Košíkov uváděn jako pustý.
K hradu dříve patřil tzv. Vítkův dvůr při cestě do Drahonína.